# Miro Lehtinen
Miro Lehtinen (* 1990) ist ein ehemaliger finnischer Unihockeyspieler. Er spielte während seiner Karriere bei den Tampereen Gunners, Kovee, Nokian Kristiliset Palloilijat, SV Wiler-Ersigen und am Ende seiner Karriere noch bei Chur Unihockey.

## Karriere
2008 wechselte Lehtinen zu Koovee. Nach fünf Saisons verliess er Kovee und schloss sich Nokian Kristilliset Palloilijat an. Nach lediglich einer Saison wechselte er zurück zu Kovee. Lehtinen schloss sich 2016 dem Spitzenverein SC Classic aus Tampere an.
2018 gab der SV Wiler-Ersigen den Transer von Lehtinen bekannt. Er unterschrieb einen Vertrag über ein Jahr mit einer Option auf Verlängerung.
Am 27. Mai 2019 verkündete Chur Unihockey den Transfer des Finnen. Lehtinen und Chur Unihockey einigten sich auf einen Einjahresvertrag mit gegenseitiger Option für ein Verlängerungsjahr. Nach einer Saison verlängerten die Parteien den Vertrag um ein Jahr. Zwei Jahre nach seiner Ankunft in Chur beendete Lehtinen im Frühjahr 2021 seine Karriere. In seiner zweiten Saison hatte er häufiger mit Verletzungen zu kämpfen.